# Miglena Seliszka
Miglena Georgiewa Seliszka (bułg. Миглена Георгиева Селишка; ur. 13 lutego 1996) – bułgarska zapaśniczka walcząca w stylu wolnym. Olimpijka z Tokio 2020, gdzie zajęła siódme miejsce w kategorii 50 kg.
Zajęła dziewiąte miejsce na mistrzostwach świata w 2021. Mistrzyni Europy w 2020; druga w 2019, 2021 i 2022; trzecia w 2024. Trzecia w indywidualnym Pucharze Świata w 2020. Brązowa medalistka igrzysk europejskich w 2019.
Trzecia ME U-23 w 2017 i 2019; na MŚ juniorów w 2014 i 2016. Mistrzyni Europy juniorów w 2013, 2014 i 2015. Wicemistrzyni świata kadetów w 2013 i Europy w 2012 roku.